# Anochetus elegans
Anochetus elegans är en myrart som beskrevs av John E. Lattke 1987. Anochetus elegans ingår i släktet Anochetus och familjen myror. Inga underarter finns listade i Catalogue of Life.